# Taperoá (Bahia)
Taperoá is een gemeente in de Braziliaanse deelstaat Bahia. De gemeente telt 19.388 inwoners (schatting 2009).